# Język kewa
Język kewa – język papuaski używany w prowincji Southern Highlands w Papui-Nowej Gwinei. Należy do grupy języków engańskich w ramach postulowanej rodziny transnowogwinejskiej.
Dzieli się na trzy główne dialekty: wschodni, zachodni i południowy (erave). Łącznie posługuje się nimi 100 tys. osób. Ethnologue rozpatruje je jako odrębne języki.
Dysponuje rozbudowanym rejestrem pandanowym .